# Ян Кристоф
Ян Кристоф — саксонский хронист и живописец XVI века, долгое время живший в Кёнигсберге и составивший Хронику высокопохвального рыцарского Тевтонского ордена.

## Переводы "Хроники" на русский язык
- Хроника высокопохвального рыцарского Тевтонского ордена Архивная копия от 24 мая 2011 на Wayback Machine в переводе с нем. В. Шульзингера на сайте Восточная литература

- Приложения Архивная копия от 24 мая 2011 на Wayback Machine в переводе с нем. В. Шульзингера на сайте Восточная литература